# James Hadley Billington
Pour les articles homonymes, voir Billington.
James Hadley Billington, né le 1er juin 1929 à Bryn Mawr (Pennsylvanie) et mort le 20 novembre 2018 à Washington, est un bibliothécaire et universitaire américain.
Il est le 13e bibliothécaire du Congrès des États-Unis. Nommé en 1987, il quitte le poste en septembre 2015.

## Biographie
James Billington obtient une licence (Bachelor of Arts) de l'université de Princeton. Il bénéficie d'une bourse Rhodes et poursuit ses études au Balliol College de l'université d'Oxford, où il obtient un doctorat.
Il enseigne l'histoire à l'université Harvard de 1957 à 1962, puis à l'université de Princeton de 1962 à 1974. Entre 1973 et 1987, il dirige le Woodrow Wilson International Center for Scholars, le mémorial national officiel à Washington, D.C. dédié au 28e président américain Woodrow Wilson.
Il fut longtemps membre du bureau de conseil éditorial des revues Foreign Affairs et Theology Today (en) et membre du Board of Foreign Scholarships (en) (de 1971 à 1976, président de 1973 à 1975), qui avait la responsabilité opérationnelle des échanges universitaires internationaux selon le Fulbright-Hays Act (en). Billington est aussi membre du Conseil des relations étrangères et du conseil d'administration du John F. Kennedy Center for the Performing Arts et membre de la Société philosophique américaine et de l'Académie américaine des arts et des sciences.
En 1987, le président Ronald Reagan le nomme à la tête de la Bibliothèque du Congrès des États-Unis. Depuis les années 2000, plusieurs rapports issus d'organes de surveillance du gouvernement critiquent sa gestion. Il lui est notamment reproché de ne pas suffisamment tirer parti des moyens informatiques pour numériser les documents de la Bibliothèque. Il annonce son départ en juin 2015 et quitte effectivement le poste le 30 septembre 2015.
Il est membre de l'Académie des sciences de Russie et parmi de nombreuses décorations, est commandeur des Arts et des Lettres, chevalier de l'ordre brésilien de la Croix du Sud, commandeur de l'ordre du Mérite de la République fédérale d'Allemagne et grand officier de l'ordre du Mérite de la République italienne.
James Billington est décédé le 20 novembre 2018, dans un hôpital de Washington, D.C. en raison de complications dues à une pneumonie. Il avait 89 ans